# Giampaolo Lomi
Giampaolo Lomi, né le 4 février 1930 à Livourne (Toscane) et mort le 18 août 2021 à Foligno (Ombrie), est un réalisateur et scénariste italien.

## Biographie
Natif de Livourne, il s'est installé au Brésil au début des années 1950, où il a travaillé sur des productions télévisées et des documentaires. Il fait ses débuts au cinéma en participant comme assistant cadreur à une expédition scientifique en Amazonie, en 1956, tandis qu'au théâtre, dans les mêmes années, il est assistant d'Adolfo Celi. En 1960, il collabore à Copacabana Palace de Steno (film produit par Franco Cristaldi) et réalise des courts métrages pour la télévision brésilienne. De 1968 à 1970, il travaille avec Gualtiero Jacopetti et Franco Prosperi sur le film Les Négriers (1971), en tant qu'organisateur général. L'expérience acquise lui permet de réaliser Tropique du Cancer (1972) et I baroni (1975), puis de participer en tant que collaborateur au film Les Derniers Cris de la savane (1975) d'Antonio Climati et Mario Morra, ainsi que le documentaire Il vescovo del silenzio sur la figure controversée de l'évêque traditionaliste Marcel Lefebvre,.
Après quelques années en Italie, il s'installe à la fin des années 1970 aux Philippines où, sur mandat du gouvernement, il fonde et dirige le Festival international du film de Manille jusqu'en 1986,.
Il est décédé le 18 août 2021 à Foligno.

## Filmographie

### Réalisateur et scénariste
- 1972 : Tropique du Cancer (Al tropico del cancro)
- 1975 : I baroni